# Garrafe de Torío
Garrafe de Torío – gmina w Hiszpanii, w prowincji León, w Kastylii i León, o powierzchni 125,27 km². W 2011 roku gmina liczyła 1374 mieszkańców.